# Ylvis
イルヴィス（Ylvis）は、ノルウェー出身の兄弟からなる2人組コメディアン、音楽ユニット。2000年にデビューして以来、バラエティ番組やコンサートなど、多方面で活動している。2013年9月に公開されたミュージックビデオ『The Fox』で注目を集める。

## メンバー
- ヴェガード・ウルハイム・イルヴィソーケル（Vegard Urheim Ylvisåker）
  - 生年月日：1979年5月19日（45歳）
  - 10年間付き合った女性と2011年に結婚。2013年現在、2人の子供がいる。
- ボード・ウルハイム・イルヴィソーケル（Bård Urheim Ylvisåker）
  - 生年月日：1982年3月21日（42歳）
  - 2012年に結婚。2013年現在、3人の子供がいる。

## 生い立ち
ノルウェー西部のソグンで生まれ、3人兄弟で2人の他に弟がいる。
幼い頃、エンジニアの父親の都合によりアフリカに数年間住んでいたがノルウェーに帰国後、2人はクラシック音楽の教育を受けた。兄のヴェガードはコントラバス、弟のボードはバイオリンを学んだが、ヴェガードはギターや歌、コメディに興味があり、ボードはコメディやスポーツに興味が移ったためクラシック音楽は続かなかった。

## 経歴

### デビュー前
高校生の時に歌やバラエティーに目覚める。活動を続ける中、Ole Bull Sceneの劇場支配人に見い出され、2000年『Ylvis - en kabaret (英語表記：Ylvis - a Cabaret)』でプロのコメディアンとしてデビューする。

### 2000年 - 2005年
『Ylvis - en kabaret (英語表記：Ylvis - a Cabaret)』の評価は良く、一躍有名になる。ベルゲン地方で51公演をこなした後、国内ツアーを開始する。その年の後半にはノルウェー最大のテレビ局であるNRKで放送されている『Absolutt Norsk（英語表記：Absolute Norwegian）』で、テレビデビューを果たす。この頃からベルゲン・フィルハーモニー管弦楽団とグリーグホールで共演し、音楽ショー『Ylvis Goes Philharmonic』を2公演開催した。
2002年、オスロにあるノルウェーでもっとも有名な劇場Chat Noirでショーを行う。チケットは4ヶ月間完売状態だった。テレビ出演なども行う傍ら、ベルゲン・フィルハーモニー管弦楽団と『Ylvis Goes Philharmonic エピソード2』の公演も行った。
2003年、Ole Bull Sceneにて音楽ショー『Ylvis - en konsert（英語表記：Ylvis - a Concert）』公演を行う。チケットはすぐに売り切れ、追加公演も行った。
コンサートでも披露したOle Ivarsのカバー曲『I kjempeform（英語表記：In Great Shape）』のビデオはYouTubeで公開され、ノルウェー国内でヒットした。

### 2006年 - 2009年
2006年、Stagewayと契約。ラジオ番組『O-fag』放送開始。
2007年にはOle Bull Sceneにて新たに『Ylvis III』の公演を開始する。大好評によりショーは約3年間続いた。最終公演は2009年12月、ノルウェー西部のオッダで行われた。同公演はDVDにも収められている。また2007年には『Norges herligste（英語表記：Norway's Most Wonderful）』の司会も務め始めた。
2008年、ラジオ番組『O-fag』の第2シリーズ開始。テレビではフジテレビの番組『とんねるずのみなさんのおかげでした』のコーナー『脳カベ（Brain Wall）』をモチーフにした番組『Ylvis moter veggen (英語表記：Ylvis meets the wall) 』を開始する。同番組のヒットに後押しされ、ドイツの番組『Schlag den Raab（英語表記：Beat Raab）』をモチーフにした一般人参加型の『Hvem kan sla Ylvis (英語表記：Who can beat Ylvis)』も開始された。

### 2013年
2013年、『I kveld med Ylvis (英語表記：Tonight with Ylvis)』のシーズン3のプロモーションのために作った『The Fox』のミュージックビデオをYouTubeで公開。公開から2週間で再生回数は4千万回に達し、世界的に名前が知れ渡った。『The Fox』のヒットにより、テレビ番組出演のため渡米し、2013年9月20日にはラスベガスで行われた『iHeartRadio Music Festival』に出演した（コンサートへの出演は、2人は前日の夜に知らされた。）。ビデオ公開翌週から『I kveld med Ylvis (英語表記：Tonight with Ylvis)』のシーズン3の放送が開始された。

### 2022年
日本の北海道にあるプロ野球球団「北海道日本ハムファイターズ」が監督の交代に合わせて演出などを一新することになり、その一環として『The Fox』に合わせてファイターズガールが踊る「きつねダンス」が採用され、その結果他球団や企業にまで波及するほどの社会現象となった。これを受けて、2022年9月19日に開催される「きつねダンスDAY」（対千葉ロッテマリーンズ戦）に合わせて初来日し、札幌ドームでファイターズガールと共にパフォーマンスを行うことを同年8月に北海道日本ハム球団が発表。当日は試合開始前にキツネの着ぐるみ姿で登場し「The Fox」を熱唱、その後2人同時に始球式を行った。
またこのイベントの来日に合わせて日本の音楽番組にも出演することも決定し、2022年9月20日に『うたコン』（日本放送協会（NHK）制作）、同月23日に『ミュージックステーション4時間スペシャル』（テレビ朝日制作）に出演することがそれぞれの放送局から発表された。

## エピソード
- アフリカに住んでいた頃は内戦の影響により外に出ることが出来ず、家の中で遊ぶことも多かった。兄弟で上手くやれるのは、そうした幼い頃の経験が基になっている部分もあるとインタビューで答えている[10]。
- iHeartRadio（英語版） Music Festivalへの出演は急だったため、リハーサルを一度も行わずに本番に臨んだ。
- バルカン半島においてヨコエビの生態を調査したGrabowskiらのチームは、その結果をまとめた論文の中で”We dedicate this paper to Ylvis, whose songs and videos kept us in a continuous good mood when analysing the data and writing the manuscript”と述べ、研究を彼らに捧げる、としている[11]。
- 『Give That Wolf a Banana』という曲で2022年のユーロビジョン・ソング・コンテストに参加したノルウェー代表、覆面歌手デュオ・Subwoolferの正体はYlvisの扮装だという可能性があるとノルウェーのメディアが報じた。正体不明のため、他にはGaute Ormåsen、ベン・アダムスやErik & Krissが演じる可能性も挙げられた[12][13]。

## テレビ
- Norges herligste (2007-2008)
- Ylvis moter veggen (2008)
- Hvem kan sla Ylvis (2009)
- Nordens herligste (2010)
- I kveld med Ylvis (2011)
- I kveld med Ylvis シーズン2 (2012)
- I kveld med Ylvis シーズン3 (2013)

## ラジオ
- O-fag (2006)
- O-fag シリーズ2 (2008)

## トークショー
- Ylvis – en kabaret (2000)
- Ylvis III (2007)
- Ylvis 4 (2011)

## 音楽ショー
- Ylvis Goes Philharmonic (2001)
- Ylvis Goes Philharmonic エピソードII (2002)
- Ylvis – en konsert (2003)

## ディスコグラフィー

### シングル
- Rumour Says (2000)
- Kjempeform (2004)
- Stonehenge (2011)
- Work It (2011)
- Someone Like Me (2012)
- Janym (Жаным) (2012)
- Jan Egeland (2012)
- Pressure (2012)
- The Fox (2013)
- The Cabin (2013)
- Stonehenge (2013)
- Massachusetts (2013)
- The Trucker's Hitch (2014)
- Mr. Toot (2014)
- Yoghurt (2014)
- Intolerant (2014)
- A Capella (2016)
- Engine For Gabriel (2016)
- Language of Love (2016)